# Draconarius yadongensis
Draconarius yadongensis is een spinnensoort uit de familie nachtkaardespinnen (Amaurobiidae). De soort komt voor in China en Nepal. 